# Jimmy Fallon
James Thomas "Jimmy" Fallon (sinh ngày 19 tháng 9 năm 1974) là người dẫn chương trình truyền hình, diễn viên hài, ca sĩ, nhà văn và nhà sản xuất truyền hình người Mỹ. Hiện tại anh là người dẫn chương trình The Tonight Show Starring Jimmy Fallon, một talkshow cuối ngày trình chiếu trên đài NBC. Ngoài ra, anh còn từng tham gia vào nhiều bộ phim khác nhau, trong đó làm thành viên của Saturday Night Live trong giai đoạn từ 1998 tới 2004, và là người dẫn chương trình của Late Night with Jimmy Fallon từ năm 2009 tới 2014. Ngày 3 tháng 4 năm 2014, đài NBC tuyên bố Fallon thay thế Jay Leno để dẫn chương trình The Tonight Show kể từ sau Thế vận hội Mùa đông 2014. Fallon quyết định vẫn giữ tên là Late Night: "Tôi không muốn thay đổi bất cứ điều gì. Sẽ có nhiều người xem hơn, nhưng đó vẫn là chương trình như trước."

## Diễn xuất

### Phim
| Năm  | Chương trình                        | Vai diễn                    | Ghi chú                                       |
| ---- | ----------------------------------- | --------------------------- | --------------------------------------------- |
| 2000 | Almost Famous                       | Dennis Hope                 |                                               |
| 2002 | The Rutles 2: Can't Buy Me Lunch    | Phóng viên                  |                                               |
| 2003 | Anything Else                       | Bob                         |                                               |
| 2003 | The Entrepreneur                    | Ray                         | Quay từ năm 1998 song được chiếu vào năm 2003 |
| 2004 | Taxi                                | Det. Andrew "Andy" Washburn |                                               |
| 2005 | Fever Pitch                         | Ben Wrightman               |                                               |
| 2006 | Doogal                              | Dylan                       | Lồng tiếng                                    |
| 2006 | Arthur and the Invisibles           | Prince Betameche            | Lồng tiếng                                    |
| 2006 | Factory Girl                        | Chuck Wein                  |                                               |
| 2008 | The Year of Getting to Know Us      | Christopher Rocket          |                                               |
| 2009 | Whip It                             | Johnny Rocket               |                                               |
| 2009 | Arthur and the Revenge of Maltazard | Prince Betameche            | Lồng tiếng                                    |
| 2010 | Arthur 3: The War of the Two Worlds | Prince Betameche            | Lồng tiếng                                    |
| 2011 | Bucky Larson: Born to Be a Star     | Bản thân                    | Cameo                                         |

### Truyền hình
| Năm        | Chương trình                           | Vai diễn                    | Ghi chú                                                       |
| ---------- | -------------------------------------- | --------------------------- | ------------------------------------------------------------- |
| 1998–2004  | Saturday Night Live                    | Bản thân / Various          | 120 tập                                                       |
| 1998       | Spin City                              | Photographer                | Tập: "The Marrying Men"                                       |
| 2001       | Band of Brothers                       | 2nd Lt. George C. Rice      | Tập: "Crossroads"                                             |
| 2001       | 2001 MTV Movie Awards                  | Bản thân / Dẫn chương trình | Special                                                       |
| 2002       | 2002 MTV Video Music Awards            | Bản thân / Dẫn chương trình | Special                                                       |
| 2005       | 2005 MTV Movie Awards                  | Bản thân / Dẫn chương trình | Special                                                       |
| 2009, 2012 | 30 Rock                                | Bản thân                    | 3 tập                                                         |
| 2009–2014  | Late Night with Jimmy Fallon           | Bản thân / Dẫn chương trình | 969 tập; đồng thời là đạo diễn, viết kịch bản và nhà sản xuất |
| 2009       | The Electric Company                   | Bản thân                    | 8 tập                                                         |
| 2009       | Sesame Street                          | Wild Nature Survivor Guy    | Tập: "Wild Nature Survivor Guy"                               |
| 2009       | Family Guy                             | Bản thân                    | Tập: "We Love You, Conrad"                                    |
| 2009       | Gossip Girl                            | Bản thân                    | Tập: "The Grandfather: Part II"                               |
| 2010       | 62nd Primetime Emmy Awards             | Bản thân / Dẫn chương trình | Special                                                       |
| 2010       | Delocated                              | Bản thân                    | Tập: "Kim's Krafts"                                           |
| 2011–2013  | Saturday Night Live                    | Bản thân / Dẫn chương trình | 2 tập                                                         |
| 2011       | Silent Library                         | Bản thân                    | Tập: "Jimmy Fallon/The Roots"                                 |
| 2012       | 30 Rock                                | Young Jack                  | Tập: "Live from Studio 6H"                                    |
| 2012       | iCarly                                 | Bản thân                    | Tập: "iShock America"                                         |
| 2014 – nay | The Tonight Show Starring Jimmy Fallon | Bản thân / Dẫn chương trình | Đồng thời là đạo diễn, viết kịch bản và nhà sản xuất          |

#### Cộng tác
| Năm       | Chương trình   | Ghi chú                                                      |
| --------- | -------------- | ------------------------------------------------------------ |
| 2012–2013 | Guys with Kids | 17 tập; đồng thời là đạo diễn, viết kịch bản và nhà sản xuất |

## Danh sách đĩa nhạc

### Album phòng thu
| Album                                                   | Chi tiết | Vị trí cao nhất | Vị trí cao nhất |
| Album                                                   | Chi tiết | US              | US Com.         |
| ------------------------------------------------------- | --- | --------------- | --------------- |
| The Bathroom Wall                                       | - Phát hành: 27 tháng 8 năm 2002(US) - Nhãn đĩa: DreamWorks Records - Định dạng: CD, đĩa than, tải kỹ thuật số  | 47              | —               |
| Blow Your Pants Off                                     | - Phát hành: 8 tháng 6 năm 2012(US) - Nhãn đĩa: Warner Bros. Records - Định dạng: CD, đĩa than, tải kỹ thuật số | 25              | 1               |
| "—" không được xếp hạng hay phát hành tại vùng lãnh thổ | |                 |                 |

### Đĩa đơn
| Đĩa đơn                                                 | Năm  | Vị trí cao nhất | Vị trí cao nhất | Album             | Album |
| Đĩa đơn                                                 | Năm  | US              | US Rap          | Album             | Album |
| ------------------------------------------------------- | ---- | --------------- | --------------- | ----------------- | ----- |
| "Idiot Boyfriend"                                       | 2002 | —               | —               | The Bathroom Wall |       |
| "Car Wash for Peace"                                    | 2007 | —               | —               | —                 |       |
| "Drunk On Christmas" (cùng John Rich)                   | 2009 | —               | —               | —                 |       |
| "Ew!" (cùng will.i.am)                                  | 2014 | 26              | 5               | —                 |       |
| "—" không được xếp hạng hay phát hành tại vùng lãnh thổ |      |                 |                 |                   |       |